# Cine Fregoli
El Saló Fregoli o Cine Fregoli va ser una sala de projeccions cinematogràfiques ubicada al Passeig de Sant Joan, núm. 49, cantonada Consell de Cent, de Barcelona. Amb el Franquisme va canviar el nom per Cine Cervantes. En el seu indret s'hi va alçar a la dècada dels anys 70 del segle XX la sala d'espectacles Scala Barcelona.